# Дошкольное образование на Мальте
Дошкольное образование на Мальте начинается с трёх лет.
Посещение необязательно, но имеет широкую поддержку родителей и правительства. Дошкольное образование предоставляется
- государственными
- католическими
- частными

школами.

## Католические школы
При этом, католические школы выбирают учеников из числа зачисленных в государственные школы, по принципу лотереи.

## Частные школы
Существуют и частные школы, наравне с государственными. Родители должны обращаться для зачисления непосредственно в частные школы.
На Мальте есть несколько частных школ, предлагающих частное дошкольное образование. Некоторые из них предлагают лишь услуги заботы о детях, а другие предлагают как начальное, так и среднее образование детям от 3 до 16 лет. Начальные частные школы не получают государственного финансирования.

## Государственные школы
Государственные школы бесплатны, также как и католические. Обучение проводится по полной программе: 5 часов и 30 минут ежедневно. Школы работают с 8 утра и до 2:30 дня.
Дети в государственных школах распределяются в группы в соответствии с их возрастом (месяцем рождения). Такое распределение гарантирует, что у детей разница в возрасте только в несколько месяцев.
Максимальное количество детей 3 лет в школьной группе не должно превышать 15 человек, в то время как в классах с детьми 4 лет может быть и 20 учеников.
Каждый учебный год в классах преподаёт другой учитель.

## Дополнительная информация
- Система дошкольного образования на Мальте